# C21H24O3
化学式C21H24O3（摩尔质量：324.420 g/mol）可能指：
- HU-345，PubChem CID：11198119
- 盘龙参酚B，PubChem CID：14520931
- 破布木醌J，PubChem CID：11695518

|  | 这个同类索引页列出了具有相同分子式的化学物（即同分異構體）条目。 除非您是有意链接至本页，否则应将相应条目的内部链接指向正确的条目。 |